# キャロル・イェーガー
キャロル・アン・イェーガー（Carol Ann Yager、1960年1月26日 - 1994年7月18日）は、史上最も体重の重い女性であり、史上最も太った人の一人であったアメリカ人女性。

## 体重
イェーガーは、非外科的な方法で最も短期間に体重を減らした（3ヶ月で236kg）。
Bizarre誌によれば、彼女の幅は1.5メートル以上あったと推定されるという。
しかし、この計測値はイェーガーの医療チームや家族によって確認されていない。また、亡くなる直前、彼女は幅121.9cmの特注の玄関ドアを通り抜けることができた。
公表されたレポートでは、彼女のピーク時の体重は727kgとされている。

## 生い立ち
イェーガーは、「近親者」から性的虐待を受けたことをきっかけに、子どもの頃に摂食障害を発症したと話している。
しかし、その後のインタビューでは、彼女のひどい肥満には他の要因もあったと答えている。
同時に、彼女は通常の食事量以上のものを食べていることを否定した。
彼女は人生の大半をアメリカのミシガン州ビーチャー、フリント近郊のマウント・モリス・タウンシップで過ごし、晩年は医療関係者、友人、娘のヘザーと息子のスティーブン・ビショップ、その他の家族に看取られ、毎日多くの家族が訪ねてきた。
しかし、結局、彼女は老人ホームに移った。
ジェリー・スプリンガー・ショーにも出演し、ダイエットのプロたちからも注目された。

## 健康の問題
1993年1月、体重512kgでハーリー・メディカル・センターに入院。 細菌感染による蜂巣炎と免疫不全を患っていた。
彼女は3ヵ月間入院し、1200キロカロリーの食事制限を受け、その間に236kgの減量に成功した。
しかし、そのほとんどは体液（リンパ液など）であったと考えられている（重度の肥満者は浮腫に悩まされることが多く、体液が取り込まれたり放出されたりして体重が急激に変動することがある）。イェーガーは他にも、呼吸困難、危険なほど高い血糖値、心臓や他の臓器への負担など、肥満に関連した多くの健康問題に苦しんでいた。
多くの重度肥満患者に見られるように、イェーガーは立つことも歩くこともできなかった。
彼女の筋力は身体を支えるには十分でなかった。ビーチャー消防署のベニー・ザッパ署長によると、イェーガーは2年間で13回も入院したという。
救急隊員をサポートするために、2つの消防署から15人から20人もの消防士が、リレー方式でイェーガーを救急車まで運ぶ必要があった。家の中にいるチームが玄関から外にいる別のチームに、そのチームが救急車の中にいる別のチームに彼女を渡し、救急車まで運んだ。

## 死亡
イェーガーは1994年7月18日、フリントで亡くなった。死の少し前、イェーガーの最新のボーイフレンドであったラリー・マクスウェルは、彼女の家族から "金儲けの可能性を求めてメディアの注目を集める日和見主義者"と評され、彼女の友人フェリシア・ホワイトと結婚した。
マクスウェルは、イェーガー名義の寄付は20ドルだけだと言っていた。
しかし、数多くのトークショー、新聞、ラジオ局、その他国内外のメディアが、インタビューや写真などと引き換えに、彼女に現金やその他の贈り物を提供したと報じられている。
食育教育者のリチャード・シモンズは、"イェーガーの話がマクスウェルらによってタブロイド紙やテレビメディアに盛んに売り込まれたことに腹を立てている"と話している。
イェーガーの死亡診断書には、死因として腎不全が挙げられているが、実際には病的肥満と多臓器不全が一因として挙げられている。
イェーガーは非公開で埋葬され、約90人の友人や家族が追悼式に参列した。